# Denis Amiel
Denis Amiel o anche Denys Amiel (Villegailhenc, 5 ottobre 1884 – La Gaude, 8 febbraio 1977) è stato un drammaturgo, scrittore e critico teatrale francese.

## Biografia
Ottenne il suo primo successo nel 1912, con la commedia di impronta veristica, intitolata Près de lui, messa in scena da Antoine al Théàtre libre.
L'autore però percorse un cammino artistico molto variegato e, nel giro di un decennio, espresse il suo talento legandosi al teatro dell'"inespresso" o del "silenzio", i cui elementi e i cui caratteri principali furono la reazione all'eccesso di eloquenza contenutistica e linguistica, sostituita da una maggiore riduzione verbale, dall'incremento delle allusioni, dalla focalizzazione delle ritrosie e delle rassegnazioni. Tutti questi ingredienti ruotarono attorno al perno centrale, costituito dalla incomunicabilità umana.
L'opera, che meglio di altre, simboleggia questa corrente artistica, fu La sorridente signora Beudet (1921), nella quale lo strumento espressivo più usato furono gli accenni, e che descrisse le forti delusioni di una moglie scontenta, che una volta giunta in prossimità del suicidio, scopre una dedizione e una devozione imprevedibili da parte del marito.
Tra le opere successive, un buon esito lo produsse Il signore e la signora tal dei tali (1925), che riporta alla luce quei moti dell'animo misconosciuti e sfuggenti.

## Opere

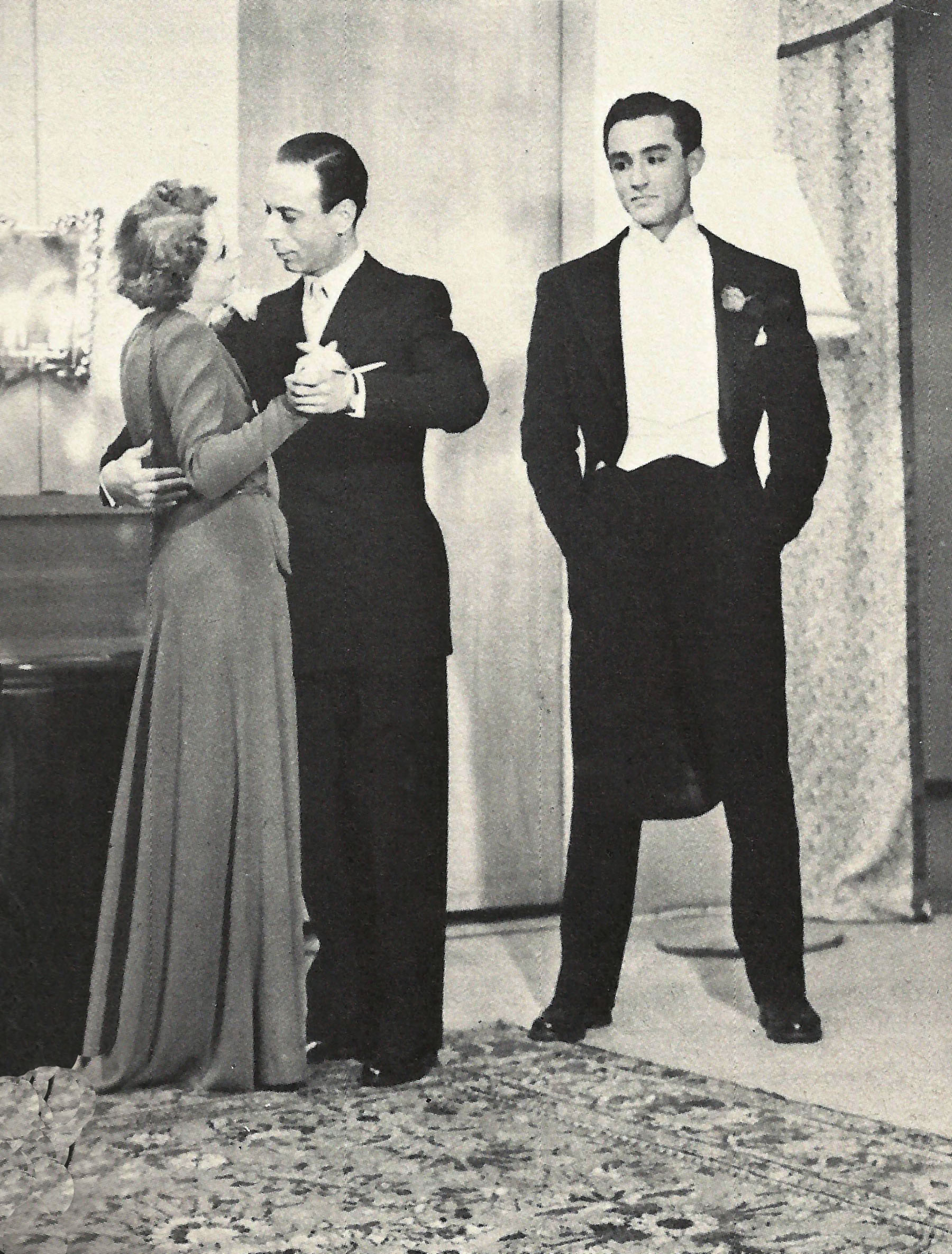
Renata Seripa, Ernesto Calindri e Vittorio Gassman nel 1943,
in una scena de Tre rosso dispari (Trois et une, 1932)

- La sorridente signora Beudet (La Souriante Madame Beudet, 1920) con André Obey
- La Femme en fleurs, 1923
- L'Homme d'un soir, 1925 con Charles Lafaurie
- Décalage, 1931
- Trois et une, 1932
- L'Âge du fer, 1932
- L'Homme, 1934
- La Femme en fleur, 1935
- Ma liberté, 1936
- Famiglia (Famille, 1937) con Monique Amiel-Pétry
- La Maison Monestier, 1939
- Le Mouton noir, 1946
- Confession, 1961